# ソーラーパネル

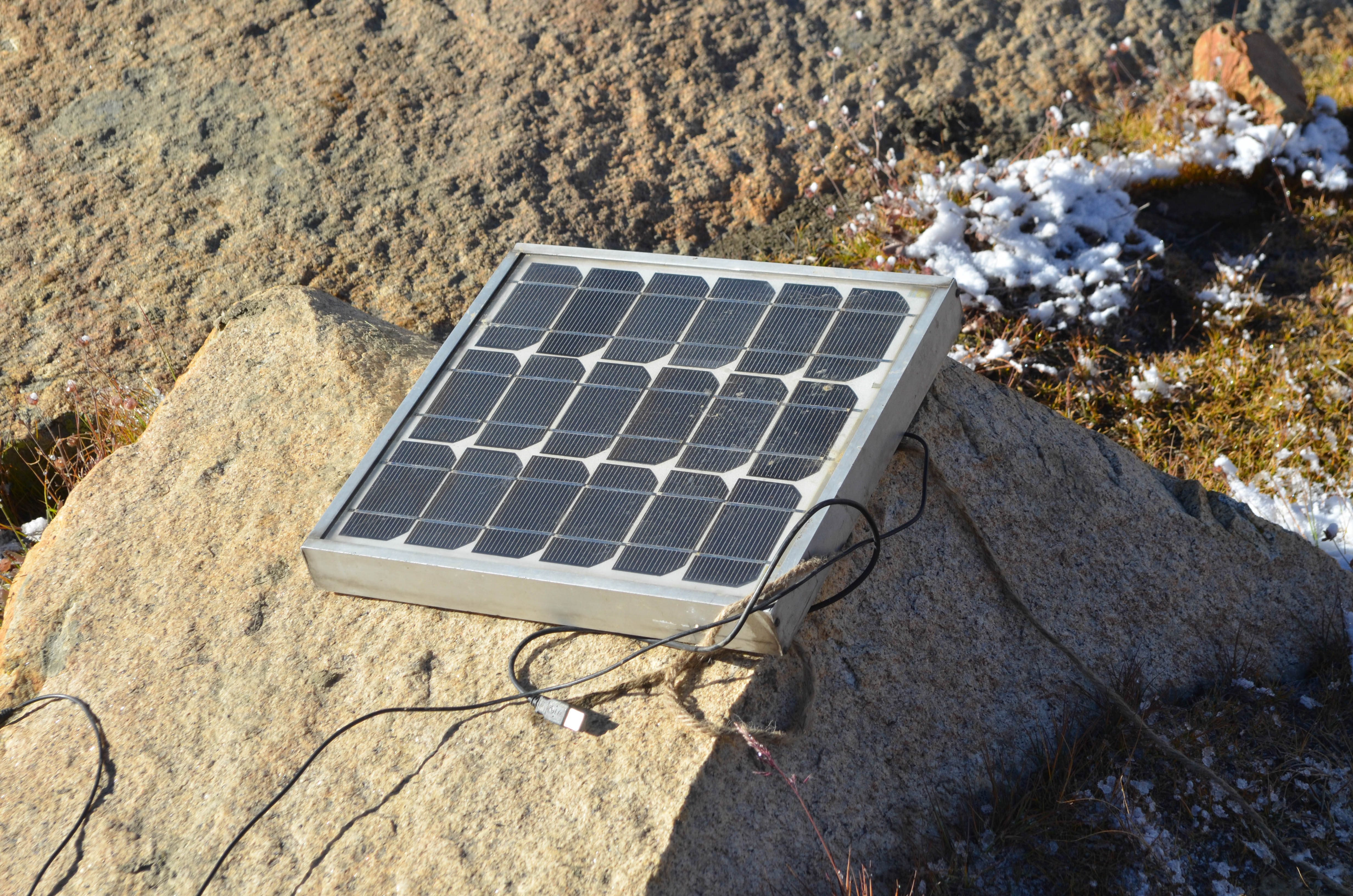
小型のソーラーパネル。発電量は数十ワット程度であり、スマートフォンやモバイルバッテリーの充電ができる。

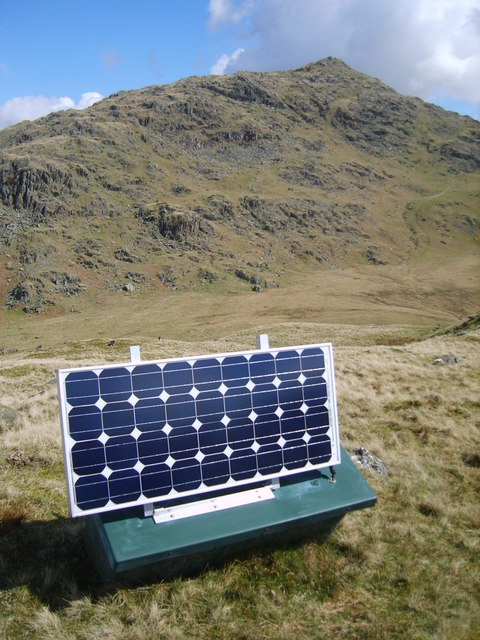
100～150ワット程度の発電能力を有するソーラーパネル。充放電を制御するコントローラー（数千円～1万数千円で販売されている）と鉛蓄電池（自動車用。数千円～1万数千円）を組み合わせれば、たとえば電気が来ていない草原や砂漠で、夜間にLED照明を使ったり、小型のテレビやラジオを視聴することができる。遊牧民などがこういう使い方をしばしばする。インバータ（直流を交流に変換する装置）を組み合わせれば、小電力のものなら、交流用電気機器も使える。ワンボックスカーをキャンピング用に改造する場合も屋根の上に1～2枚、設置することがある。

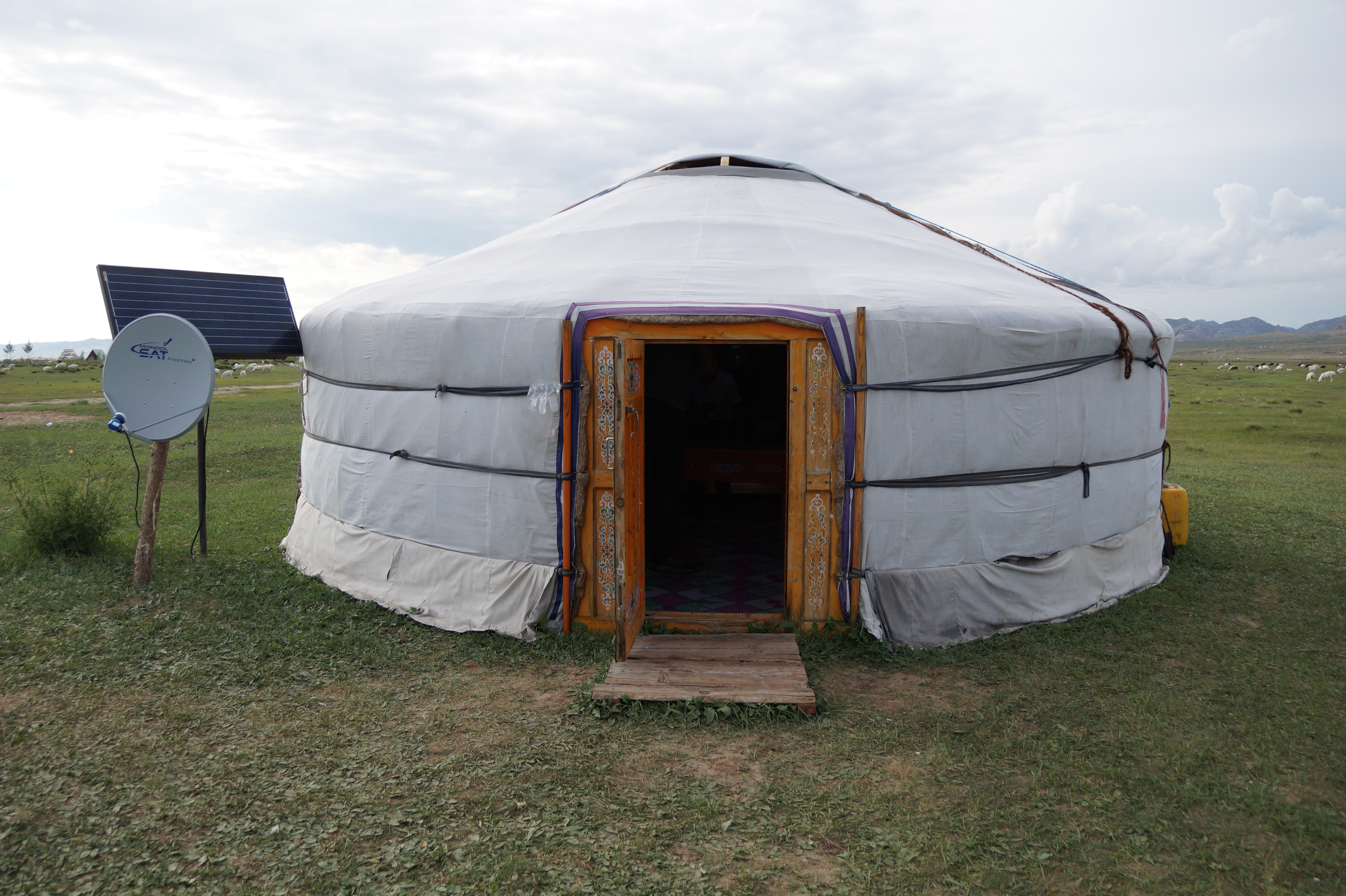
ゲルの隣にソーラーパネルを設置し、衛星放送のテレビ番組を視聴するモンゴルの遊牧民。

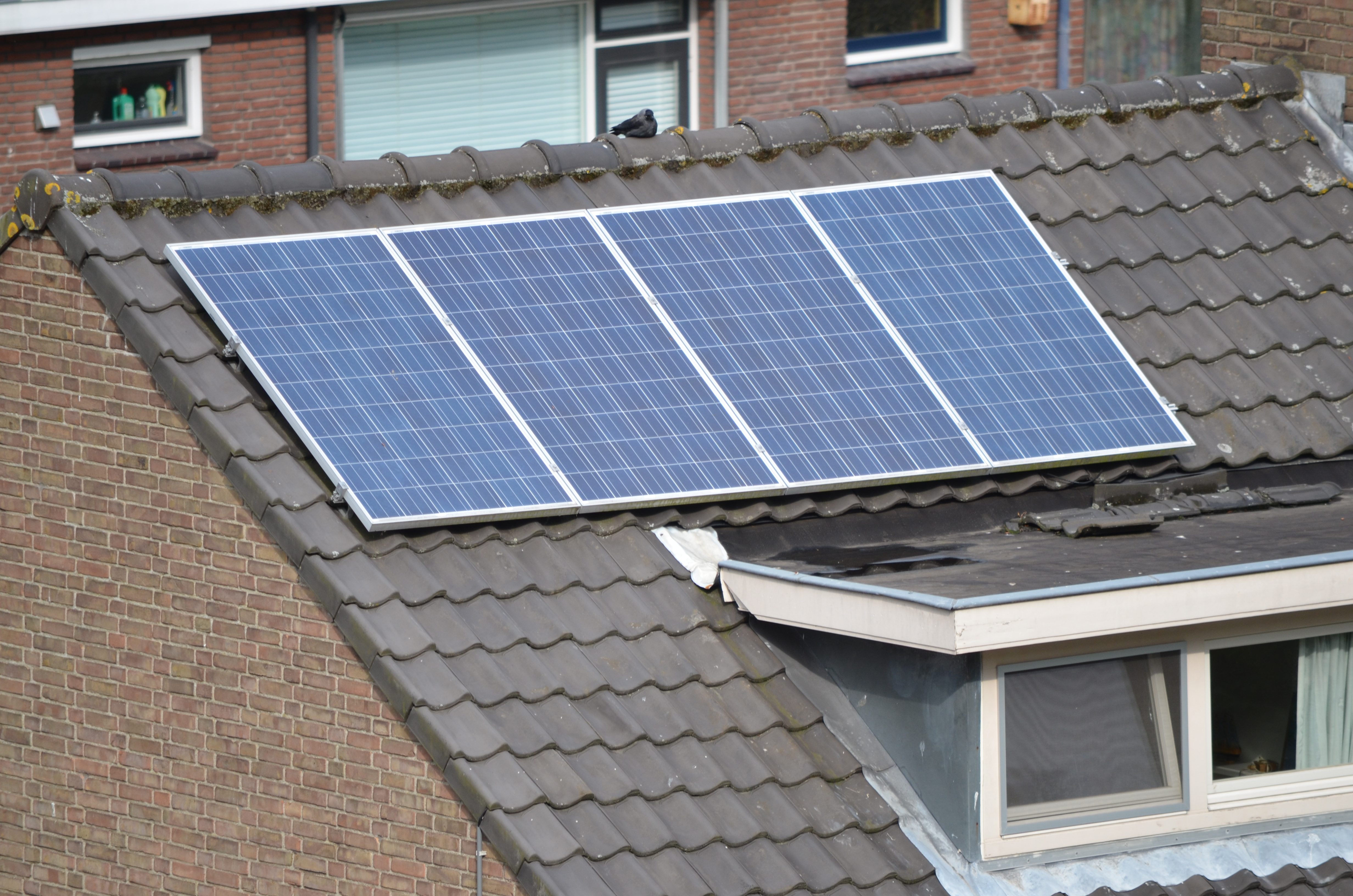
ソーラーパネルを4枚、住宅の屋根の上に設置した例

ソーラーパネル（英: solar panel）または太陽電池パネル（たいようでんちパネル）とは、太陽光で発電を行うためのパネルのこと。太陽電池板、太陽電池モジュールともいう。

## 概説
ソーラーパネルは一般に、ひとつひとつは小さな太陽電池を複数集めて、何らかの枠・構造体に入れてパネル状にしたものである。枠はアルミが用いられることが多い。また、2枚のガラスの間にセルを挟みこみ、建材一体型として使用するケースもある。（右写真　建材一体型太陽電池　参照）
ひとつひとつの太陽電池の起電力は小さいが、それを複数直列に組むことで電圧を上げ、使いやすくしている。一般に、鉛蓄電池(12V）と組み合わせることも想定されたソーラーパネルは、蓄電池を充電するために、ソーラーパネル側の起電力は（蓄電池の12Vよりも高く）17～20V程度になるように設計されている。また電流量を増やすために、上述の直列のユニットが複数、並列に組んであることもある。
ソーラーパネルは硬いものがほとんどだが、柔軟性のあるもの（薄膜型の太陽電池を使ったもの）もある。
ソーラーパネルは、1枚単体でバッテリーなどと接続して使用することも可能である。1枚のソーラーパネルが発電できる電力は、そのサイズや結晶のタイプによる発電効率などによってそれぞれ異なっていて一概には言いにくいが、おおむね、一辺が数十センチメートル程度ならば、10ワット～100ワット程度である。一辺が数センチ程度の小さなソーラーパネルの場合は、1W以下～せいぜい数ワット程度である。住宅用は1枚が100W～200W程度。産業用は、大型で、250wから数百w程度のものが主流である。
住宅で用いられる太陽光発電システム（住宅の屋根の上などに設置するもの）では、複数のソーラーパネルが用いられていて、接続箱を介してパワーコンディショナーに接続されている。ソーラーパネルで発電された電力は家庭内で消費され、また売電という形で電力網ともつながっている場合があり、その場合は電力網へと供給される。
複数のソーラーパネルを組み合わせたものは、「ソーラーアレイ」「太陽電池アレイ」と呼ばれている。太陽光発電所を構築するには、その「ソーラーアレイ」を多数設置する。
ソーラーパネルは、人工衛星や宇宙ステーションでも使われている。
- 48枚（ 3 x 16 ＝48）のソーラーパネルを住宅の屋根の上に設置した例。この面積だと、晴れている日は一家で1日で消費する量以上 発電する。売電（電気を売ってお金を得ること）もできる。
- 24枚のソーラーパネルを組み合わせて作ったソーラーアレイ。（モンゴルの平原にて）
- 数千枚や数万枚のソーラーパネルを組み合わせ太陽光発電所を建設する例（米国・ネヴァダ州の太陽光発電所の例）
- フレキシブル・ソーラーパネル。曲げることができるソーラーパネル。
- 自動車の屋根の曲面にあらかじめ組み込まれたフレキシブル・ソーラーパネル
- フレキシブル・ソーラーパネルを、船舶の上の大きな曲面に設置した例

## 構造と仕組み

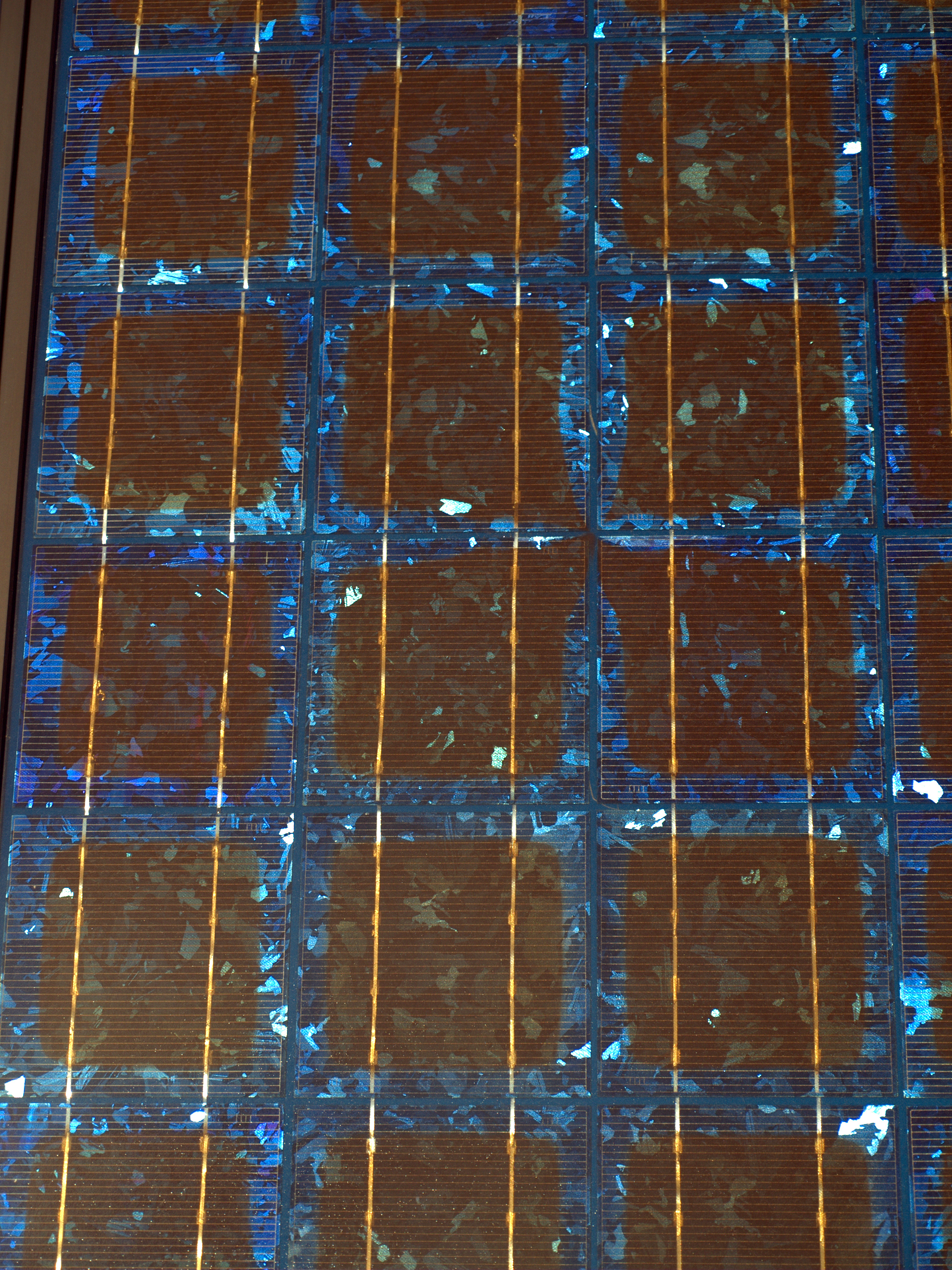
ソーラーパネルの構造。拡大写真。ソーラーパネル上で太陽電池が相互接続されている。

ソーラーパネルは太陽電池をパネル状にしたものである。パネル状の構造を保持する部分は、パネルの上層の場合も、下層の場合もある。上層にある場合を「表板構造」下層にある場合を「基板構造」という。
太陽電池は、光起電力効果を応用して、太陽光のエネルギーを電力へと変換する。よく使われるのはウェハーベースの結晶シリコンを使った太陽電池とテルル化カドミウムまたはシリコンを使った薄膜型の太陽電池である。結晶シリコンは半導体製造の原料でもある。
ソーラーパネルは、その内部で、複数の太陽電池を電気的に相互接続している。必要な電圧を得るため、直列に太陽電池を接続し、電流を確保するためにそれらをさらに並列に接続している。
ソーラーパネルの性能（太陽光を電力に変換する「効率」）を表す「太陽光変換効率」は、市販されているもので5%から18%。性能がほどほどに良いものなら、単結晶系は18%前後、多結晶系は16%前後となっている。（なおパネルの発電効率は、「太陽電池 1個」の発電効率より低い。太陽電池と太陽電池の間に「スキマ」があり、「スキマ」の部分は発電していないからである。）
一部のソーラーパネルは、レンズまたは鏡を使って太陽光をより小さな太陽電池に集める集光装置を採用したデザインのものもある。単位面積当たりの単価が高い太陽電池（ヒ化ガリウムを使ったものなど）を使って比較的安価なソーラーパネルを作ることができる。
配慮すべき点、注意が必要な点
一部または全部が影に入ったり、夜になると電流の逆流が起きることがある。それを防ぐため、別途ダイオードを使うこともある。単結晶シリコンの太陽電池のpn接合は光が当たっていないときに逆電流を生じさせる特性があるが、これは不要である。逆電流は単に電力を無駄に消費するだけでなく、太陽電池が熱を持つという問題もある。太陽電池は高温になるほど効率が低下するため
、ソーラーパネルはなるべく熱を持たないのが望ましい。冷却を考慮した設計のソーラーパネルはほとんどないが、設置する際に背面から放熱できるようにするなどの工夫をすることが望ましい。
なお製造・輸送・設置・利用の各段階で壊れないように配慮しないといけない。特に、雹（ひょう）や雨、積雪の重みが問題となる。特にウェハーベースの太陽電池は脆いので注意が必要である。湿気が内部に入り込むと金属の配線や接続部分が腐食する危険性があり、薄膜型の太陽電池や透明導電性薄膜層も湿気に弱いため、注意しないと性能低下や寿命短縮に繋がる。
新しいアイディア
ソーラーパネルの構成によっては様々な波長の光で発電できるが、一般に太陽光のあらゆる波長をカバーすることはできない（特に紫外線、赤外線、間接光など）。つまり太陽光エネルギーの大部分を捨てていることになる。ソーラーパネルは適切な単色光を照射したとき最も効率がよい。そこで、太陽光を複数の波長に分け、それぞれのビームをその波長が得意な太陽電池に当てるという仕組みのソーラーパネルが提案されている。また、赤外線を中心として発電できる太陽電池を使ったTPV（熱起電力）発電も提案されている。

## モジュール

### 結晶シリコンモジュール
結晶シリコンを使った太陽電池を採用したモジュールで、今のところ最もよく見られる。単結晶モジュールと多結晶モジュールに分けられる。

### 薄膜モジュール
薄膜型太陽電池を採用したモジュール。低コストで高効率である。
ガラス基板薄膜モジュール
硬い薄膜モジュールで、太陽電池とモジュールが同じ生産ラインで製造される。太陽電池をガラスの基板または表板上に形成し、配線もその場で行う。基板や表板は多層構造になっている。太陽電池としては、CdTe、アモルファスシリコン (a-Si)、a-Siとuc-Si（単結晶シリコン）の多接合型、CIS系などがよく使われている。アモルファスシリコンの太陽光変換効率は6%から12%である。
フレキシブル基板薄膜モジュール
柔らかい薄膜モジュールで、こちらも太陽電池とモジュールが同じ生産ラインで製造される。主にポリエチレンテレフタラート (PET) の基板上に太陽電池を形成する。他にも、ポリエステル、ポリイミドのフィルムが使われる。これらは絶縁体なので配線もガラスと同様容易である。基板に電気伝導体を使う場合は、別の技法を必要とする。主にアモルファスシリコンを使った薄膜型の太陽電池を無色透明のフッ素樹脂上に形成してそちらを表面とし、裏面を別の樹脂フィルムで補強する。
IntertechPiraによると、フレキシブル基板を含む薄膜型太陽電池市場は2019年まで年率35%で成長すると予測されている。

### 電子回路組み込み型モジュール
太陽電池モジュールに電子回路を組み込んだものが製造され始めている。それによって個々のモジュールが最大電力点追従 (MPPT) を行ったり、稼働データを監視してモジュールレベルで障害発生を検出する。

## 性能と寿命
ソーラーパネルの性能（ワットピーク）の測定は「標準試験条件」(STC) で行われる。すなわち、放射照度1000W/m2、AM=1.5のソーラーシミュレーターを光源とし、モジュール温度25℃で試験する。
電気的特性としては、公称最大出力（ワット）、公称最大出力動作電圧（ボルト）、公称最大出力動作電流（アンペア）、公称開放電圧、公称短絡電流などがある。実際のソーラーパネルの出力は、光量、温度、負荷などによって常に変化する。公称開放電圧は、ソーラーパネルに何も回路を接続しない状態で発生できる最大電圧を意味する。公称最大出力はSTCの条件下での最大出力である。
ソーラーパネルは通常屋外に設置されるため、寒暖差や雨や雹に長期間さらされる。結晶シリコンモジュールの場合、10年経過で90%、25年経過で80%の出力を保証するメーカーが多い。

## 規格
- IEC 61215（結晶シリコン型の性能）、61646（薄膜型の性能）、61730（全モジュールの安全性）
- ISO 9488 Solar energy—Vocabulary
- アメリカ保険業者安全試験所 UL 1703
- CEマーク
- Electrical Safety Tester (EST) Series (EST-460, EST-22V, EST-22H, EST-110)

## 生産
2005年時点では世界シェアの半分を日本メーカーが占めていた。2009年時点で全世界で、発電能力にして7.5GWのソーラーパネルが設置済みである。IMS Research は、今後さらにソーラーパネルの出荷が増えると予測している。2011年7月には、昭和シェル石油の子会社ソーラーフロンティアが宮崎県に年間生産能力は900メガワットの単一工場としては世界最大級のラインを稼動させる。

### 上位10社（2009年）
2009年に生産したソーラーパネルの出荷量で比較した上位10社は次の通りである。
1. ファースト・ソーラー（アメリカ）
2. サンテックパワー（中国）
3. シャープ（日本）
4. インリーグリーンエナジー（中国）
5. トリナ・ソーラー（中国）
6. サンパワー（アメリカ）
7. 京セラ（日本）
8. カナディアン・ソーラー（中国）
9. ソーラーワールド AG（ドイツ）
10. パナソニック（日本）

### 上位10社（2017年）
2017年に生産したソーラーパネルの出荷量で比較した上位10社は次の通りである。
1. ジンコーソーラー（中国）
2. トリナ―ソーラー（中国）
3. JAソーラー（中国）
4. カナディアン・ソーラー（中国・カナダ）
5. ハンファQセルズ（韓国）
6. GCLシステムインテグレーション（中国）
7. LONGI（中国）
8. REISENエナジー（中国）
9. SHUNFEN （中国）
10. インリーグリーンエナジー（中国）

### セーフガードの発動
- 2018年1月22日 - アメリカ合衆国が外国産ソーラーパネルに緊急輸入制限措置（セーフガード）を発動。30%の追加関税を課すことを発表した[13]。

## 価格
長期的に見れば、ソーラーパネルの価格は低下している。1970年には1ワット当たりのコストは約150ドルだったが、1998年には1ワットあたり4.5ドルで、33分の1になっている。
販売価格においては、2014年9月時点の住宅用太陽光発電において、最安値価格（スレート一面足場無しの設置環境）250,000円～350,000円／キロワットで販売されている。

## 設置システム
トラッカー
ソーラートラッカーは太陽を自働追尾して常にパネル面を太陽に向け、発電量を増やす。
固定ラック
固定ラックはソーラーパネルを単に固定する。緯度に合わせて角度をつけて設置するのが一般的である。

## 太陽電池モジュールを組み込んだ機器
- ソーラーカー
- ソーラープレーン
- ソーラーライト（ソーラーランプ）
- 太陽光励起レーザー
- 携帯電話: auは2009年、太陽電池を搭載した携帯電話を発表した[17]。
- ノートパソコン: スペインのIUNIKAが世界初の太陽電池を内蔵し発電するノートパソコン Gyy を開発した[18]。
- 腕時計
- 電卓

## 課題
ソーラーパネルの課題を次に挙げる。
- 暑い日は、温度上昇によってソーラーパネルの発電効率が低下する。
- ソーラーパネルからの反射光
  - 反射光により近隣住民から苦情が出ることがある。
  - 2012年4月18日に横浜地裁は、横浜市金沢区の住民2人が、ソーラーパネルを自宅の屋根に取り付けた男性と、設置工事を請け負ったタマホームを相手取って、一部パネルの撤去と損害賠償を求めた訴訟について、原告側の訴えを認める判決を出している[19]。
  - 2015年9月には、ソーラーパネルからの反射光の影響で自宅の室内に熱が籠り熱中症になったとして、パネルを設置したJAG国際エナジーに対し、神戸地方裁判所に訴訟が起こされている[20]。
- ソーラーパネルの装置付近にハトが巣を作ってフンをしないようにする対策をすること。
- ソーラーパネルの設置と景観との調和
  - 京都市では美観地区、美観形成地区、建造物修景地区、風致地区、歴史的風土特別保存地区、伝統的建造物群保存地区、眺望空間保全区域、近景デザイン保全区域、遠景デザイン保全区域内での太陽光パネルの設置について制限がある[21]。
  - 奈良県では景観保全地区及び環境保全地区内での太陽光パネルの設置について制限がある[22]。
- 一部が破損したまま使用すると、パネルは太陽光が当たる限り停止することなく発電を続けるため、漏電などが起きる場合がある。（→定期的に点検をし、破損したものは即、交換する。）
- 架台のボルトのゆるみ。（→　施工時に、ボルトに適切なトルクをかける。）
- 竜巻に襲われると、ソーラーパネルが吹き飛ばされ、付近の家に飛散被害を与えてしまうことがある（ただし屋根の普通の瓦も、家の壁材も、街の看板も、庭の植木鉢も、何でも竜巻で飛び周囲に被害を与える。竜巻では家全体もバラバラになり飛んでゆく。家の中の台所に置いてある鍋やフライパンも飛んでゆく。原子力発電所や火力発電所の敷地内に置いてあるさまざまな物品も竜巻で飛ばされ、近隣の施設に被害を与える。ソーラーパネルだけが悪いわけではない。全ての物体が「悪い」ということになる。だが、本当の（悪い）原因は竜巻である。）。

寿命と撤去
日本において2009年ごろから普及した家庭用のソーラーパネルは、2040年ごろから大量廃棄されるという予測がある。また2022年時点では、廃棄品増加に伴う撤去費用の高騰、撤去工事のノウハウが少ない、施行した会社が倒産していた場合は問い合わせ先が見つからないなどの課題がある、と言う人もいる。
ヨーロッパではソーラーパネルのメーカーがNPOを設立し、リサイクルシステムを構築している。

## 他
不適切な施工
以下に不法行為などを伴う不適切な施工事例を挙げる。もちろんこれはソーラーパネルの問題ではなく、工事業者の行為の問題である。
- 土砂崩れなど土砂災害の恐れがある「土砂災害警戒区域」内で、ソーラーパネルを設置する際に無許可で掘削を行った業者がおり、社会問題化している例がある[24]。
- 茨城県常総市内の鬼怒川では、2015年9月の台風18号の影響による豪雨災害で堤防が越水したが、該当する堤防の越水箇所が、ソーラーパネルの設置工事をした業者によって高さが約2mに亘り削られていたことが判明している[25]。

## ギャラリー
- ソーラーパネルの裏側
- 駐車場の屋根をソーラーパネルにして「一石二鳥」を実現。
- 太陽光のエネルギーだけで走行する電気自動車。ガソリンを一切使わない。
- 自動車の上部への設置
- ポータブル・ソーラーパネル。長期のアウトドア活動時にスマホなどに充電するのにつかわれる。
- 軍用のポータブル・ソーラーパネル
- 火星探査などに使われるソーラーパネル
- Insat3のソーラーパネル
- ISSの太陽電池モジュール